# Бельтран, Дайма
Дайма Майелис Бельтран Гисадо (исп. Daima Mayelis Beltrán Guisado; род. 10 сентября 1972, Media Luna, Гранма) — кубинская дзюдоистка выступавшая в тяжёлой весовой категории свыше 78 кг. Олимпийская медалистка.

## Биография
Принимала участие в летних Олимпийских играх 2000 года в Сиднее и завоевала серебряную медаль в весовой категории свыше 78 кг проиграв в финале китайской дзюдоистке Юань Хуа.
В 2004 году на летних Олимпийских играх в Афинах вновь завоевала серебряную медаль в весовой категории свыше 78 кг проиграв в финале японской дзюдоистке Маки Цукада.

## Выступления на Олимпиадах
| Олимпиада   | Дисциплина                 | Место   |
| ----------- | -------------------------- | ------- |
| Сидней 2000 | дзюдо, женщины свыше 78 кг | 2 место |
| Афины 2004  | дзюдо, женщины свыше 78 кг | 2 место |